# ブレイク・ライヴリー
ブレイク・ライヴリー（Blake Lively、本名: ブレイク・エレンダー・ブラウン, 1987年8月25日 - ）は、アメリカ合衆国の女優。身長178cm、体重59kg。

## 来歴
1998年に映画『サンドマン』でデビュー。2005年公開の『旅するジーンズと16歳の夏』で注目を集め、ティーン・チョイス・アワードのブレイクスルー女優賞（映画部門）にノミネートされた。
2007年放送開始のテレビドラマ『ゴシップガール』のセリーナ・ヴァンダーウッドセン役でブレイクし、ティーン・チョイス・アワードのブレイクスルー女優賞（テレビ部門）と女優賞（テレビ部門）を受賞した。また、ファッションアイコンとしても注目を浴びるようになった。
2024年の主演映画『ふたりで終わらせる/IT ENDS WITH US』はヒットを記録したが、主に制作上の方向性の違いなどを理由に映画の監督であり共演者でもあるジャスティン・バルドー二との確執が盛んに報じられた。ライブリーは家庭内暴力や虐待に悩む女性を描いたシリアスな映画の内容にもかかわらず、軽い態度でプロモーションに臨み、映画の全米プレミアでは映画のイベントであるにも関わらず自身のヘアケア・ブランドの宣伝をしたことで批判を呼んだ。そういったライヴリーの態度はバルドー二がDV被害者の支援をおこなう団体とタッグを組み適切な映画制作や啓発を行う姿勢を見せたことと対照的であったことも批判に繋がった。

## 私生活

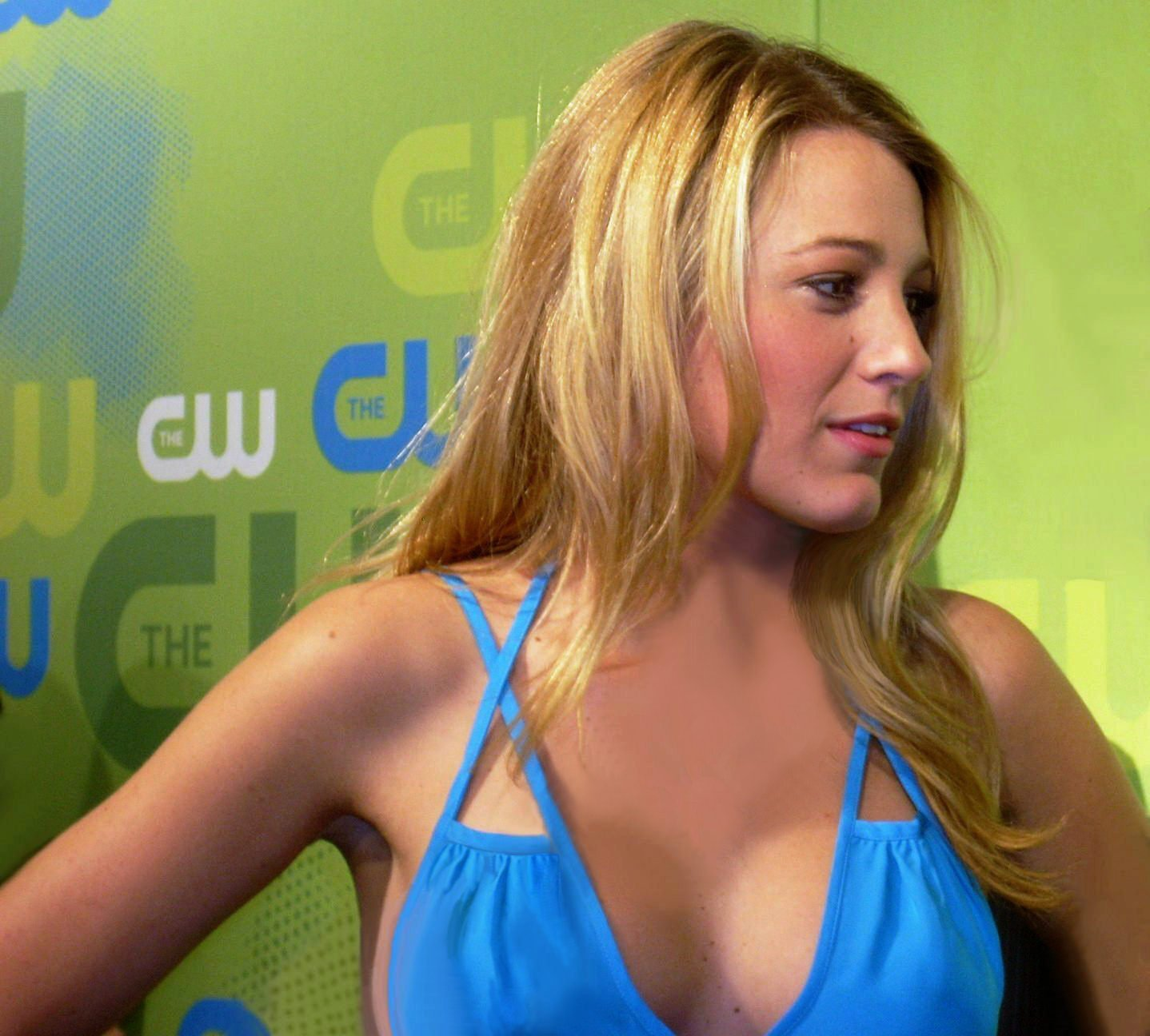
2009年

カリフォルニア州ロサンゼルス市ターザナ出身。父親のアーニーは俳優兼映画監督、母親のエレインはマネージャー。5人兄弟の末っ子で、4人の兄姉（ジェイソン、エリック、ロリ、ロビン）も俳優である。
2004年から2007年まで俳優のケリー・ブラッツと交際。2007年から『ゴシップガール』で共演しているペン・バッジリーと交際していた。しかし、2010年には破局している。2011年には俳優のレオナルド・ディカプリオと交際していたが約5ヶ月で破局した。2011年10月より俳優のライアン・レイノルズと交際をはじめ、2012年9月9日に結婚した。2014年12月には第1子女児、2016年に第2子、2019年10月に第3子を出産。2023年4月には第4子となる男児を出産した。
2010年11月、ニューヨークのクリスチャン・ルブタンに来店し、靴を豪快に購入して周囲を驚かせたという。購入した靴の総額は9000ドル（日本円で約100万円）でインタビューをされたブレイクは「姉へのプレゼントなの。あとは友達。もちろん自分用にもいくつか購入したわ。」と答えた。2011年、クリスチャン・ルブタンはライブリーの名を冠したThe Blakeを製作している。
特技は料理で特にお菓子作りが趣味で、『グリーン・ランタン』の撮影中は共演者やスタッフに焼き菓子を差し入れしたという。
2014年にライフスタイルブランドの会社『プリザーブ』を立ち上げるが、2025年には元従業員達が労働環境が劣悪だったとデイリー・メール誌で告発した。
2024年、ノルウェー人ジャーナリストのキャスティ・フラーは自身のチャンネルに投稿した動画の中で2016年にインタビューした際のライブリーの態度の悪さを明かし、「（ジャーナリストの）仕事をやめたくなった」と明かした。
2024年3月、キャサリン妃の画像加工失敗をからかった画像を自身のインスタグラムに投稿するが、それから間もなくキャサリン妃のがんの診断の公表を受けて、急遽謝罪した。

## フィルモグラフィ

### 映画
| 年   | 題名                                                                 | 役名                                                               | 備考           | 吹替       |
| ---- | -------------------------------------------------------------------- | ------------------------------------------------------------------ | -------------- | ---------- |
| 2005 | 旅するジーンズと16歳の夏 The Sisterhood of the Traveling Pants       | ブリジット・ヴリーランド                                           |                | 小松由佳   |
| 2006 | トラブル・カレッジ/大学をつくろう Accepted                           | モニカ・モアランド                                                 | （吹替版なし） |            |
| 2006 | 罰ゲーム Simon Says                                                  | ジェニー                                                           | TBA            |            |
| 2007 | エターナル・キス Elvis and Anabelle                                  | アナベル・リー                                                     | （吹替版なし） |            |
| 2008 | 旅するジーンズと19歳の旅立ち The Sisterhood of the Traveling Pants 2 | ブリジット・ヴリーランド                                           | 小松由佳       |            |
| 2009 | ニューヨーク、アイラブユー New York, I Love You                      | ガブリエル・ディマルコ                                             | （吹替版なし） |            |
| 2009 | 50歳の恋愛白書 The Private Lives of Pippa Lee                        | 十代の頃のピッパー・リー                                           | 甲斐田裕子     |            |
| 2010 | ザ・タウン The Town                                                  | クリスタ・"クリス"・コフリン                                       | 花村さやか     |            |
| 2011 | グリーン・ランタン Green Lantern                                     | キャロル・フェリス                                                 | 甲斐田裕子     |            |
| 2011 | HICK ルリ13歳の旅 Hick                                               | グレンダ                                                           | 東條加那子     |            |
| 2012 | 野蛮なやつら/SAVAGES Savages                                         | オフィーリア・"O"・セイジ                                          | 世戸さおり     |            |
| 2015 | アデライン、100年目の恋 The Age of Adaline                           | アデライン・ボウマン                                               | 恒松あゆみ     |            |
| 2016 | ロスト・バケーション The Shallows                                    | ナンシー                                                           | 甲斐田裕子     |            |
| 2016 | カフェ・ソサエティ Café Society                                      | ヴェロニカ                                                         | （吹替版なし） |            |
| 2016 | かごの中の瞳 All I See Is You                                        | ジーナ                                                             | （吹替版なし） |            |
| 2018 | シンプル・フェイバー A Simple Favor                                  | エミリー・ネルソン/ホープ・マックランデン/フェイス・マックランデン | 甲斐田裕子     |            |
| 2020 | リズム・セクション The Rhythm Section                                | ステファニー・パトリック                                           | 清水はる香     |            |
| 2024 | ブルー きみは大丈夫 IF                                               | オクト・キャット                                                   | 声の出演       | 甲斐田裕子 |
| 2024 | デッドプール&ウルヴァリン Deadpool & Wolverine                       | レディ・デッドプール                                               | 声の出演       | 朴璐美     |
| 2024 | ふたりで終わらせる/IT ENDS WITH US It Ends with Us                   | リリー・ブルーム                                                   | 兼製作総指揮   | 甲斐田裕子 |
| 2025 | アナザー・シンプル・フェイバー A Simple Favor sequel                 | エミリー・ネルソン/チャリティ・マックランデン                      |                | 甲斐田裕子 |

### テレビ
| 年        | 題名                                                 | 役名                           | 備考               | 吹替       |
| --------- | ---------------------------------------------------- | ------------------------------ | ------------------ | ---------- |
| 2007-2012 | ゴシップガール Gossip Girl                           | セリーナ・ヴァンダーウッドセン | 主演 121エピソード | 甲斐田裕子 |
| 2008-2010 | サタデー・ナイト・ライブ Saturday Night Live         | 本人/ゲストホスト              | 3エピソード        | N/A        |
| 2018      | When You Wish Upon a Pickle: A Sesame Street Special | Delivery person                | テレビスペシャル   | N/A        |